# Cantó de Toló-3
El cantó de Toló-3 és un cantó francès del departament de la Var, situat al districte de Toló. Compta amb part del municipi de Toló.

## Municipis
- Toló

## Història
| Data d'elecció                           | Identitat        | Partit                     | Qualitat |
| ---------------------------------------- | ---------------- | -------------------------- | -------- |
| 1970-1994                                | Jean-Louis Vitel | Divers droite, després UDF |          |
| 1994-1996                                | Georges Fouque   | UDF-CDS                    |          |
| 1996-                                    | Philippe Vitel   | RPR, després UMP           |          |
| les dades anteriors no són pas conegudes |                  |                            |          |
|                                          |                  |                            |          |

| 1962 | 1968 | 1975 | 1982 | 1990   | 1999   | 2006   |
| ---- | ---- | ---- | ---- | ------ | ------ | ------ |
| -    | -    | -    | -    | 25.770 | 26.910 | 27.864 |